# Flytronic
Flytronic S.A. – polskie przedsiębiorstwo będące producentem i ośrodkiem badawczo-rozwojowym systemów rozpoznawczo-obserwacyjnych dedykowanych bezzałogowym statkom powietrznym. Należy do Grupy WB.

## Historia
Spółka rozpoczęła swoją działalność 1 lutego 2008 roku. Założyło ją dwóch inżynierów Grzegorz Krupa i Wojciech Szumiński, do których rok później dołączył elektronik Piotr Postawka. Celem spółki było prowadzenie prac badawczo–rozwojowych w zakresie mechaniki, elektroniki i informatyki związanej z przemysłem lotniczym. W grudniu 2009 roku udziałowcem firmy została spółka WB Electronics z Ożarowa Mazowieckiego. Sukcesem firmy było zbudowanie pierwszego używanego przez Siły Zbrojne Rzeczypospolitej Polskiej aparatu bezzałogowego FlyEye. Od 2009 roku firma skupiła swoją działalność na pracach badawczo–rozwojowych w zakresie awioniki, systemów łączności szerokopasmowej, specjalistycznego oprogramowania wykorzystywanego w lotnictwie oraz prac związanych z tworzeniem nowych aparatów bezzałogowych. Rok później, spółka otrzymała koncesję Ministerstwa Spraw Wewnętrznych i Administracji na wytwarzanie i handel wyrobami wojskowymi i policyjnymi. Przedsiębiorstwo dysponuje laboratorium lotniczym położonym na terenie lotniska Aeroklubu Gliwickiego dzięki czemu ma nieograniczony dostęp do płyty lotniska. Po przejęciu w 2011 roku przez WB Electronics kolejnych trzech firm, Radmor, Arex i MindMade, Flytronic stała się częścią Grupy WB. Firma obok produkcji zajmuje się również szkoleniem personelu obsługującego bezzałogowe samoloty. 23 stycznia 2014 roku Urząd Lotnictwa Cywilnego wpisał firmę Flytronic do rejestru instytucji i ośrodków zajmujących się szkoleniem a 20 lutego tego samego roku, uroczyście otwarto na terenie firmy w Gliwicach, pierwszy w Polsce i Europie Środkowej ośrodek szkoleniowy obsługi samolotów bezzałogowych (UAVO – Unmanned Aerial Vehicle Operator).